# Glebe (Rugby)
Glebe, auch bekannt unter ihrem Spitznamen The Dirty Reds, waren ein australischer Rugby-League-Verein aus Sydney. Zwischen 1908 und 1929 war das Team in der New South Wales Rugby League Premiership aktiv.

## Geschichte
Die am 9. Januar 1908 gegründeten Dirty Reds waren der erste australische Rugby-League-Verein überhaupt. Dementsprechend zählte Glebe im selben Jahr zu den Gründungsmitgliedern der New South Wales Rugby Football League (NSWRFL). 1911 gewann man als bestes Team der Regular Season die Minor Premiership, unterlag jedoch im Grand Final gegen die Eastern Suburbs. 1912 und 1915 wurde Glebe Tabellenzweiter, was in diesen Saisons ohne Grand Final der Vize-Meisterschaft gleichkam. 1922 erreichten die Dirty Reds erneut das Endspiel, waren aber gegen die North Sydney Bears chancenlos. Danach setzte ein sportlicher Niedergang ein. 1929 beschloss das Komitee der NSWRFL, Glebe vom Spielbetrieb auszuschließen. Die Gründe dafür sind bis heute nicht vollständig geklärt. Der Ausschluss aus Sydneys Eliteliga markierte zugleich das Ende des Spielbetriebs der Dirty Reds.

## Erfolge
- Vize-Meisterschaften (4): 1911, 1912, 1915, 1922
- Minor Premiership (1): 1911